# فاسکولونوس
فاسکولونوس یک جانور پیشاتاریخ از سردهی وامبتهای استرالیا در خانواده کیسه‌داران علف‌خوار غول‌پیکر می‌باشد. جرم این جاندار درحدود ۴۰۰ کیلوگرم بوده‌است. فاسکولونوس هم دورهٔ دیپروتودون بوده‌است که هر دو در اواخر دوران پلیستوسن پسین زیست می‌کردند که در رویداد انقراض کواترنری منقرض شدند. همراه بسیاری از جانوران بزرگ استرالیا.

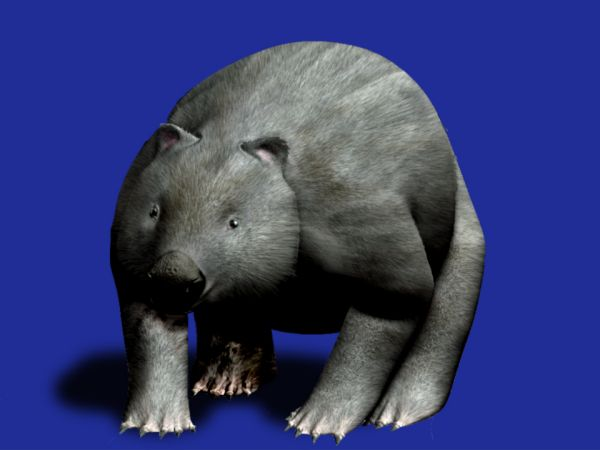
بازسازی رایانه‌ای از فاسکولونوس

یک اسکلت دومیلیون ساله از فاسکولونوس در کنار تمساح کویینکانا در «غار تی آ تری» یافت شده‌است.